# Temporada da WTA de 1975
O WTA Tour de 1975 foi composto pela versão recém-simplificada do Virginia Slims Circuit anual (que agora era uma turnê de 11 semanas pelos Estados Unidos) e pelo "Women's International Grand Prix". O ano de 1975 também viu a criação do primeiro sistema de ranqueamento oficial e esses rankings foram usadas para determinar a aceitação nos torneios.

 Chris Evert ganhou 15 títulos na temporada.

## Títulos por país
| Legenda                     |
| --------------------------- |
| Torneios Grand Slam         |
| Eventos Virginia Slims      |
| Circuito Virginia Slims     |
| Commercial Union Grand Prix |
| Outros eventos              |
| Eventos por equipe          |

| Total | País                     | S | D | DM | S | D | S | D | S | D | S | D | S  | D  | DM |
| ----- | ------------------------ | - | - | -- | - | - | - | - | - | - | - | - | -- | -- | -- |
| 40    | Estados Unidos (USA)     | 3 | 3 | 1  | 1 | 0 | 4 | 4 | 9 | 7 | 3 | 5 | 20 | 19 | 1  |
| 19    | Grã-Bretanha (GBR)       | 0 | 1 | 0  | 0 | 1 | 2 | 5 | 3 | 1 | 3 | 3 | 8  | 11 | 0  |
| 17    | Austrália (AUS)          | 1 | 2 | 1  | 0 | 1 | 2 | 2 | 1 | 4 | 1 | 2 | 5  | 11 | 1  |
| 13    | Checoslováquia (TCH)     | 0 | 1 | 0  | 0 | 0 | 2 | 2 | 2 | 5 | 1 | 0 | 5  | 8  | 0  |
| 10    | Países Baixos (NED)      | 0 | 0 | 0  | 0 | 0 | 0 | 5 | 0 | 4 | 0 | 1 | 0  | 10 | 0  |
| 9     | França (FRA)             | 0 | 0 | 0  | 0 | 0 | 0 | 4 | 0 | 4 | 0 | 1 | 0  | 9  | 0  |
| 3     | Japão (JPN)              | 0 | 1 | 0  | 0 | 0 | 0 | 0 | 0 | 0 | 1 | 1 | 1  | 2  | 0  |
| 2     | Uruguai (URU)            | 0 | 0 | 1  | 0 | 0 | 0 | 0 | 0 | 1 | 0 | 0 | 0  | 1  | 1  |
| 2     | União Soviética (URS)    | 0 | 0 | 0  | 0 | 0 | 0 | 0 | 0 | 1 | 1 | 0 | 1  | 1  | 0  |
| 2     | África do Sul (RSA)      | 0 | 0 | 0  | 0 | 0 | 0 | 0 | 0 | 0 | 1 | 1 | 1  | 1  | 0  |
| 1     | Colômbia (COL)           | 0 | 0 | 0  | 0 | 0 | 0 | 0 | 0 | 1 | 0 | 0 | 0  | 1  | 0  |
| 1     | Roménia (ROU)            | 0 | 0 | 0  | 0 | 0 | 0 | 0 | 0 | 0 | 1 | 0 | 1  | 0  | 0  |
| 1     | Alemanha Ocidental (FRG) | 0 | 0 | 0  | 0 | 0 | 0 | 0 | 0 | 0 | 1 | 0 | 1  | 0  | 0  |